# Justus van Maurik jr.
Justus van Maurik (Amsterdam 16 augustus 1846 - aldaar 18 november 1904), ook Justus van Maurik jr. genoemd, was een Nederlandse auteur en sigarenfabrikant. Hij was een zoon van de gelijknamige sigarenmaker Justus van Maurik (1807-1890) uit diens huwelijk met Derkina Titia Terpstra (1813-1895), en een kleinzoon van de gelijknamige sigarenmaker Justus van Maurik (1781-1837), en had op het Damrak in Amsterdam een sigarenwinkel. Hij was een neef van de Amsterdamse bouwmeester Johannes van Maurik. Hij trouwde in 1898 met Ernestina Willemina Johanna Sluijter.

## Leven

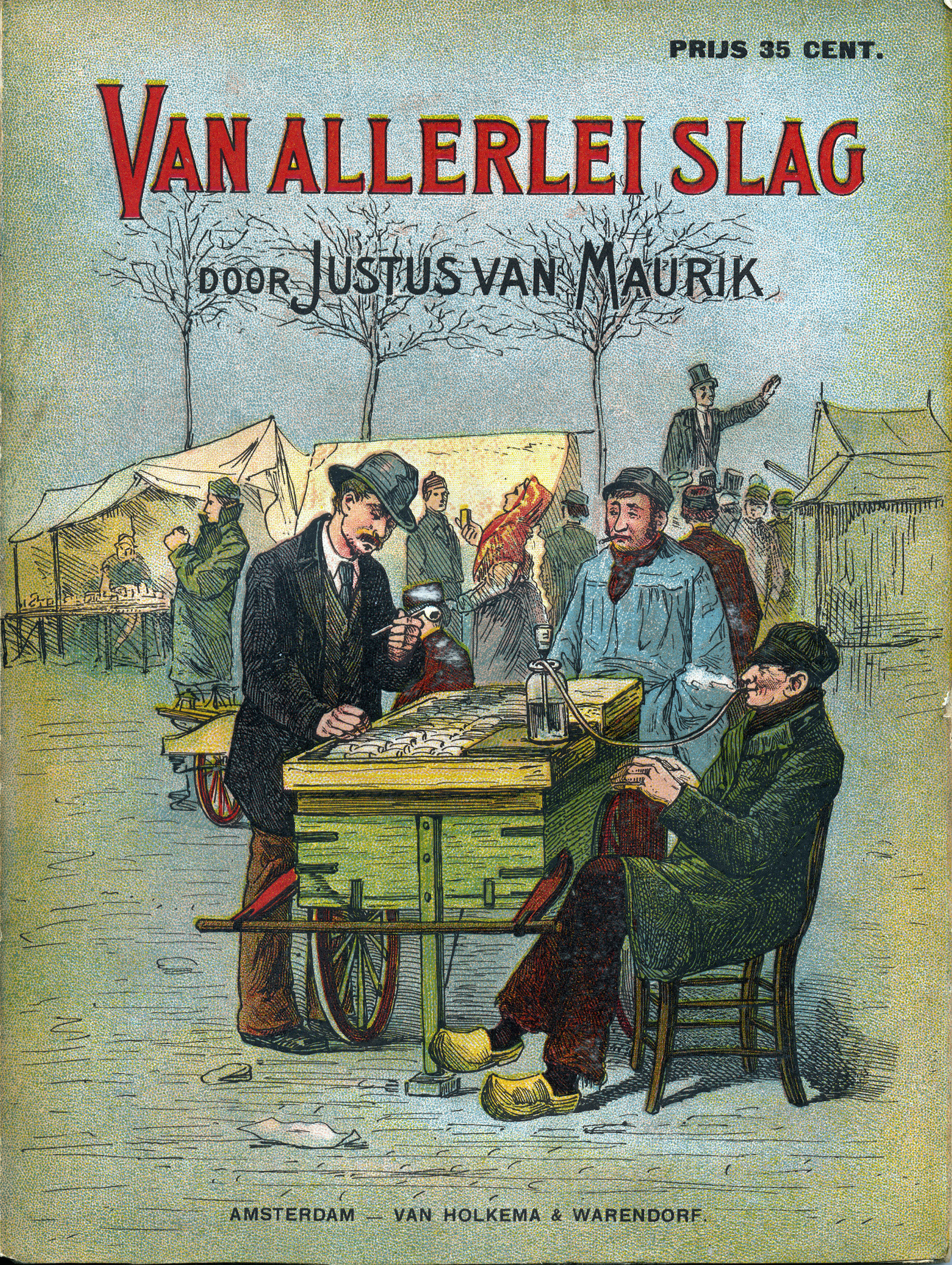
Boekomslag van Justus van Mauriks 'Van allerlei slag', 1881, ontwerper Johan Braakensiek

Van Maurik kreeg eerst bekendheid als schrijver van kluchten en blijspelen. In 1878 verscheen zijn eerste novelle Mie de porster. Honderden verhalen volgden. Van Maurik wist zijn lezers een lach en een traan te ontlokken; een lach met zijn geestige schilderingen van volkstypes, een traan met zijn ontroerende verhalen. Veel van zijn boeken werden geïllustreerd door de graficus Johan Braakensiek. Hij schreef een aantal toneelstukken samen met A.N.J. Fabius. Van Maurik was een van de redacteuren van het in 1877 opgerichte weekblad De Amsterdammer, dat nog steeds verschijnt, nu als De Groene Amsterdammer.
Weinig van zijn tijdgenoten was het bekend, dat Van Maurik een grote interesse voor het spiritisme had. Hij trad ook op als medium in de privé-séances die romanschrijver Hendrik Jan Schimmel tussen 1874 en 1896 in Amsterdam hield.
Sinds november 1907 staat in het Oosterpark in Amsterdam de Justus van Maurikbank gemaakt door Eduard Jacobs, die ook verantwoordelijk was voor een gedenkteken op zijn graf.

## Biografie
- Tijdschrift Ons Amsterdam 1994 no 6 (Het Amsterdam van Justus van Maurik)
- Uit het leven van Justus van Maurik 1846 - 1904 (J.H. Rössing)
- Justus van Maurik, producent van sigaren en boeken. In Boekenpost 99, 2009
- Jeroen Dewulf,'Meer dan banale soosverhalen; de Indische schetsen van Justus van Maurik', in: Rick Honings & Peter van Zonneveld, eds., Een tint van het Indische Oosten. Reizen in Insulinde 1800-1950, Hilversum 2015, p. 141-149